# Jan van Dooyeweerd

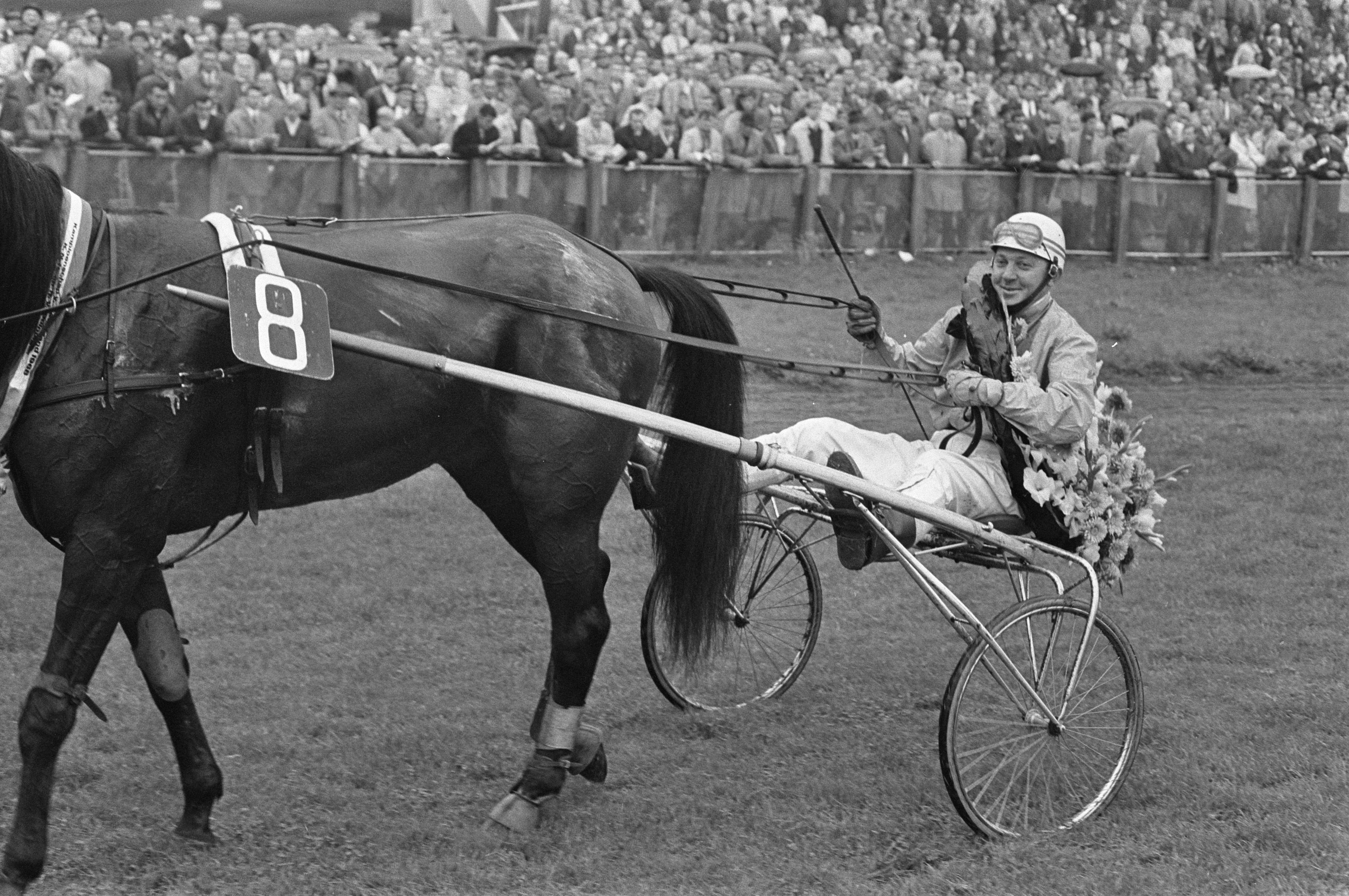
Jan van Dooyeweerd in 1968

Jan van Dooyeweerd (Bussum, 27 december 1934 – Zwaanshoek, 25 maart 2005) was een gerenommeerd Nederlands pikeur en paardentrainer. Hij wist in zijn carrière meer dan 2300 keer een wedstrijd te winnen, waaronder de Gouden Zweep en het Nederlands kampioenschap in 1970.

## Loopbaan
Hij won sinds 1960 meer dan 2300 koersen, een slordige 2000 van zijn zeges behaalde hij op Duindigt te Wassenaar. De grootste bekendheid verwierf hij met de zelf opgeleide toppaarden Eland en Jojo Buitenzorg.
In totaal won Van Dooyeweerd als pikeur vier keer de Gouden Zweep en later ook nog eens als trainer. De landstitel viel hem zeven keer ten deel. Alleen de Derby voor driejarige paarden ontbreekt op zijn erelijst. Vanaf 1995 zat hij niet meer op de sulky en beperkte hij zich tot het trainen. Tot zijn plotselinge dood was Jan van Dooyeweerd in de stallen te vinden.
Matthijs van Nieuwkerk besteedt in het Holland Sport Museum aandacht aan de grote man achter Jojo Buitenzorg. Dit toppaard werd opgeleid door pikeur en paardentrainer Jan van Dooyeweerd. De gouden helm van Jan van Dooyeweerd is in het museum geplaatst.